# Kuzinellus eastafricanus
Kuzinellus eastafricanus är en spindeldjursart som beskrevs av Moraes, Zannou och Oliveira 2008. Kuzinellus eastafricanus ingår i släktet Kuzinellus och familjen Phytoseiidae. Inga underarter finns listade i Catalogue of Life.